# Джесика Дигинс
Дже́сика (Джеси) Ди́гинс (на английски: Jessica Diggins; род. 26 август 1991) е американски ски бегачка, олимпийска шампионка от Пьонгчанг 2018.

## Кариера
Дигинс прави дебюта си в Световната купа през февруари 2011 година, а през декември 2012 година за първи път печели победа в етап от Световната купа, в отборния спринт. Най-доброто постижение е победата в преследването на 5 км с разделен старт в етап от многодневния Тур де Ски 2016. Най-доброто място в крайното класиране за Световната купа Дигинс е 8-о място през 2015/16.
В кариерата си участва в 4 Световни първенства (2011, 2013, 2015, 2017).
Използва ски и обувки на фирма Salomon.

## Успехи
Олимпийски игри:
- Шампион (1): 2018

Световно първенство:
- Шампион (1): 2013
- Сребърен медал (2): 2015, 2017
- Бронзов медал (1): 2017

### Олимпийски игри
| Олимпиада      | Спринт | Отборно спринт | 10 км разделен старт | 7,5+7,5 км 30 км | 30 км масов-старт | Щафета 4 × 10 км |
| -------------- | ------ | -------------- | -------------------- | ---------------- | ----------------- | ---------------- |
| 2014 Сочи      | 13     | –              | –                    | 8                | 40                | 9                |
| 2018 Пьонгчанг | 6      | 5              | 5                    | 7                | 1                 | 5                |